# Krnka-Hirtenberg
Krnka-Hirtenberg 1908 a fost o prototipă pușcă semi-automată de origine austro-ungară.
Baza de proiectare a pușcăi semi-automate, produsă în timpul exploatării lui Krnk în muniția Hirtenberg, datează din 1908, iar principiul său funcțional se bazează pe brevetul austriac nr. 40 385, depus la 8 octombrie 1908. Funcția armei se baza pe principiul închiderii întârziate a șurubului. Impulsul inițial al dezvoltării plăgii, transmis la purtătoare, a fost asigurat de suprafața înclinată a capului șurubului. Concluzia complexă de producție constă în 11 părți, iar arma este echipată pentru calibrul experimental de cartușe de sticlă de 7 mm. Mecanismul de alimentare constă dintr-o cutie de cartușe cu bobină cu o capacitate de 5 runde. Scara vizorului nu are nici un marcaj, deoarece este o probă realizată numai pentru teste funcționale.
Specimenul a fost obținut de Institutul de Istorie Militară în 1983 prin transferul de la Academia Militară a lui Antonín Zápotocký (VAAZ) la Brno.